# Gustaw Holoubek

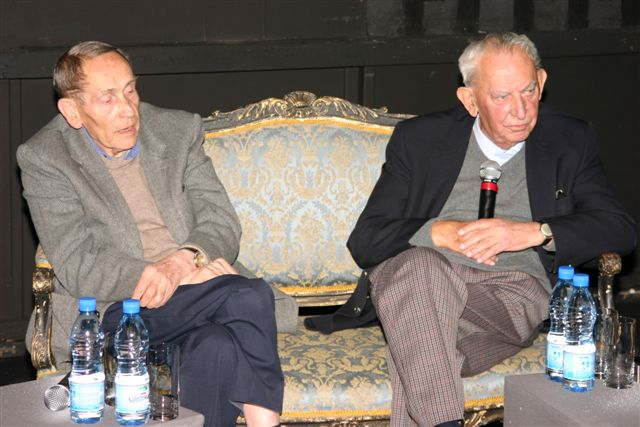
Gustaw Holoubek (à droite) et Tadeusz Konwicki, novembre 2005

Gustaw Teofil Holoubek (né le 21 avril 1923 à Cracovie et mort le 6 mars 2008 à Varsovie) est un acteur de théâtre et de cinéma, un réalisateur et un homme politique polonais, qui fut député à la Diète de 1976 à 1982, puis sénateur au début des années 1990.

## Biographie
Seul enfant d'un Tchèque, installé en Pologne après la Première Guerre mondiale et d'une veuve polonaise de Cracovie, Gustaw Holoubek fait ses études au lycée Bartłomiej Nowodworski de Cracovie.
En 1939, il s'engage comme volontaire dans l'armée polonaise et participe à la campagne de Septembre. Fait prisonnier et détenu dans les camps de Magdebourg et Toruń, il contracte la tuberculose pendant sa captivité. Libéré en 1940, il travaille jusqu'en 1945 à Cracovie dans une usine à gaz.
Après la guerre, Gustaw Holoubek étudie à l'École supérieure de théâtre de Cracovie (Studio d'État d'art dramatique, transformé plus tard en « École nationale de théâtre ») fondée en 1946 et en sort diplômé en 1947. Il fait ses débuts au théâtre le 1er mars 1947, dans le rôle de Charys dans Odysie u Feaków de Stefan Flukowski (pl) au Vieux Théâtre de Cracovie (Stary Teatr w Krakowie) et comme acteur au cinéma en 1953 dans le film Żołnierz zwycięstwa (Soldat de la victoire) de Wanda Jakubowska.
Dans les années 1949-1956, il travaille comme directeur artistique, metteur en scène et acteur au Théâtre de Silésie à Katowice.

### Au théâtre
Au cours de sa longue carrière au théâtre, Gustaw Holoubek a interprété, entre autres, le rôle principal dans la pièce Fantazy (pl) de Juliusz Słowacki dont il avait également assuré la mise en scène (théâtre de Silésie à Katowice, 1955), le juge Custa dans La Lèpre dans le palais de justice d'Ugo Betti, dans une mise en scène de Maria Wiercińska (théâtre Polski, 1958), de Goetz dans Le Diable et le Bon Dieu de Jean-Paul Sartre, dans la mise en scène de Ludwik René au Théâtre dramatique de Varsovie (1960), du violoniste dans L'Abattoir de Sławomir Mrożek (1975), du personnage-titre dans Le Roi Lear de William Shakespeare (1977), ces deux pièces dans la mise en scène de Jerzy Jarocki au Théâtre dramatique de Varsovie. En 1989, il joue dans la pièce Petite Apocalypse d'après le roman de son ami Tadeusz Konwicki, mise en scène par Krzysztof Zaleski (pl) au Théâtre Ateneum de Varsovie.
Il était Gustaw-Konrad dans Dziady (Les Aïeux) d'Adam Mickiewicz, mise en scène en 1967 par Kazimierz Dejmek (pl) au théâtre national de Varsovie. Le retrait des affiches présentant la pièce par les autorités a contribué à l'éclatement de manifestations d'étudiants qui ont donné naissance aux évènements de mars 1968. La création de Gustaw Holoubek, jouant le rôle principal, a eu une influence certaine pour la promotion du spectacle et la résonance sociale de la pièce. En 1981, il a interprété le rôle de Superiusz dans Pieszo (À pied) de Sławomir Mrożek, mise en scène par Jerzy Jarocki. La présentation de cette pièce a entraîné une protestation de la part, entre autres d'un groupe de militaires, qui a publié une lettre ouverte dans « Żołnierz Wolności » (Soldat de la Liberté).
Gustaw Holoubek a joué dans près d'une centaine de productions de théâtre à la télévision, travaillant avec de nombreux réalisateurs polonais, parmi lesquels Adam Hanuszkiewicz, Zygmunt Hübner, Andrzej Łapicki, Olga Lipińska (pl), Jerzy Gruza, Jan Englert, Andrzej Wajda et Krzysztof Kieślowski. En tant que réalisateur, il a réalisé pour la télévision, entre autres Fantazy (pl) (1971) et Kordian (pl) (1980) de Juliusz Słowacki, Hamlet de William Shakespeare (1974), Les Bas-fonds de Maxime Gorki (1994), Dwa Teatry (pl) (Deux théâtres) de Jerzy Szaniawski (pl) (1999) et Œdipe roi de Sophocle (2005).
Il a enseigné à l'Académie de théâtre Alexandre Zelwerowicz de Varsovie. Pendant de nombreuses années il a dirigé le Théâtre dramatique de Varsovie et a été démis de ses fonctions en janvier 1983 en raison d'un conflit avec les autorités de l'époque.

### Au cinéma
Au cinéma, il a fait ses débuts en 1953 dans le film Żołnierz zwycięstwa (Soldat de la victoire) de Wanda Jakubowska dans lequel il interprète le rôle de Félix Dzerjinski, un révolutionnaire communiste russe, membre des bolcheviks, qui devint l'un des dirigeants de la Russie soviétique puis de l'Union soviétique, qui fonda et dirigea la Tchéka, la police politique du nouveau régime. Au total, il a joué plus de 50 rôles. Il est apparu dans plusieurs films de Wojciech Has : Le Nœud coulant (Pętla) (1957), Les Adieux (Pożegnania) (1958), Le Manuscrit trouvé à Saragosse (Rękopis znaleziony w Saragossie) (1965) et La Clepsydre (Sanatorium pod klepsydra) (1973). Il a également joué dans La pantoufle dorée de Sylwester Chęciński en 1961, La loi et le poing (pl) (Prawo i pięść) de Jerzy Hoffman et Edward Skórzewski (pl) (1964), Le Club du professeur Tutki (pl) d'Andrzej Kondratiuk (1966), Marysia i Napoleon de Leonard Buczkowski, Si loin, si près d'ici (Jak daleko stąd, jak blisko) (1972) et La lave (Lawa) (1989) de Tadeusz Konwicki. Il a réalisé un court métrage Czas przybliża, czas oddala (Le temps rapproche, le temps éloigne), premier épisode de la série Les piétons en retard (pl) (Spóźnieni przechodnie) (1962). Il a également été le scénariste et le réalisateur du film Mazepa (pl) (1975), d'après le drame de Juliusz Słowacki.

### Activités politiques et sociales
En 1976 et 1980 Gustaw Holoubek est élu député à la Diète de la République populaire de Pologne, sur la liste du Front de l'unité nationale (pl) (Front Jedności Narodu). En 1982, après la proclamation de l'État de siège en Pologne, il renonce à son mandat. En 1989-1991 il est élu sénateur sur la liste du Comité des citoyens de Solidarność (pl) (Komitet Obywatelski Solidarność), et participe à la création de l'Union démocratique de Tadeusz Mazowiecki. De 1992 à 1993, il a été membre du Conseil des affaires culturelles auprès du Président de la République polonaise Lech Wałęsa.
En 1994, il est élu à l'Académie polonaise des arts et sciences (Polska Akademia Umiejętności). Il a collaboré avec le mensuel Charaktery (pl) (Caractères), une revue de psychologie, fondée en 1997.
Gustaw Holoubek meurt le 6 mars 2008 à Varsovie, à l'âge de 84 ans. Il a été décoré, à titre posthume, par le président Lech Kaczyński de l'ordre de l'Aigle blanc, en reconnaissance de son exceptionnelle contribution à la culture polonaise, pour ses remarquables réalisations dans les arts et l'enseignement.

## Réalisations artistiques

### Théâtre
- 1947 : Odysie u Feaków de Stefan Flukowski (pl), mise en scène de Józef Karbowski, au Vieux Théâtre de Cracovie (Stary Teatr w Krakowie)
- 1947 : Mąż i żona d'Aleksander Fredro, mise en scène de Władysław Krzemiński, au Vieux Théâtre de Cracovie
- 1947 : Słomkowy kapelusz (Un chapeau de paille d'Italie) d'Eugène Labiche mise en scène de Roman Zawistowski, au Vieux Théâtre de Cracovie
- 1948 : Owcze źródło (Fuente Ovejuna) de Lope de Vega, mise en scène de Bronisław Dąbrowski (pl), au théâtre Juliusz-Słowacki de Cracovie
- 1948 : Obrona Ksantypy de Ludwik Hieronim Morstin (pl), mise en scène de Karol Borowski (pl), au théâtre Juliusz-Słowacki de Cracovie
- 1948 : Noe i jego menażeria de Tadeusz Łomnicki, mise en scène de Roman Zawistowski (pl), au Vieux Théâtre de Cracovie
- 1948 : Amphitryon 38 de Jean Giraudoux, mise en scène de Bohdan Korzeniewski (pl), au Vieux Théâtre de Cracovie

### Théâtre à la télévision
- 1958 : Słowo Norwidowe (Paroles de Norwid) d'après les œuvres de Cyprian Kamil Norwid (réalisation, Adam Hanuszkiewicz)
- 1959 : Jesienny wieczór (Abendstunde im Spätherbst - Soirée d'Automne) de Friedrich Dürrenmatt (réalisation, Ludwik René)
- 1959 : Podróż (Voyage) de Stanisław Dygat (pl) (réalisation, Stanisław Wohl (pl))

### Filmographie partielle
- 1953 : Żołnierz zwycięstwa (pl) de Wanda Jakubowska
- 1955 : La Croix bleue (Błękitny krzyż) d'Andrzej Munk
- 1957 : Le Nœud coulant de Wojciech Has
- 1958 : Les Adieux de Wojciech Has
- 1960 : Chambre commune de Wojciech Has
- 1961 : Adieu jeunesse de Wojciech Has
- 1961 : La pantoufle dorée de Sylwester Chęciński
- 1962 : Gangsters et Philanthropes de Jerzy Hoffman
- 1965 : Salto de Tadeusz Konwicki
- 1965 : Le Manuscrit trouvé à Saragosse (Rękopis znaleziony w Saragossie) de Wojciech Has
- 1966 : Marysia i Napoleon de Leonard Buczkowski : Napoleon Bonaparte
- 1969 : Le Jeu de Jerzy Kawalerowicz
- 1971 : Goya, l'hérétique (Goya - oder Der arge Weg der Erkenntnis) de Konrad Wolf : Bermudez
- 1972 : Si loin, si près d'ici de Tadeusz Konwicki
- 1973 : La Clepsydre (Sanatorium pod klepsydra) de Wojciech Has
- 1979 : Le Tambour de Volker Schlöndorff
- 1983 : Une histoire sans intérêt de Wojciech Has
- 1984 : L'Écrivain de Wojciech Has
- 1986 : Jezioro Bodeńskie de Janusz Zaorski
- 1999 : Ogniem i Mieczem de Jerzy Hoffman : Adam Kisiel

## Honneurs et récompenses
- 2007 : Médaille Pro Memoria (pl)
- 2008 : Ordre de l'Aigle blanc (à titre posthume)

## Crédit d'auteurs
- (pl) Cet article est partiellement ou en totalité issu de l’article de Wikipédia en polonais intitulé « Gustaw Holoubek » (voir la liste des auteurs).